# Southwick (Tyne and Wear)
Southwick är en stadsdel i Sunderland, i distriktet Sunderland, i grevskapet Tyne and Wear, i England. Ward hade 10 823 invånare år 2021. Southwick var en civil parish från 1866 till 1928 då den blev en del av Sunderland. Civil parish hade 14 641 invånare år 1921. Southwick on Wear var ett distrikt från 1894 till 1928.